# Sphinctacanthus griffithii
Sphinctacanthus griffithii är en akantusväxtart som beskrevs av George Bentham. Sphinctacanthus griffithii ingår i släktet Sphinctacanthus och familjen akantusväxter. Inga underarter finns listade i Catalogue of Life.